# Embalse de Entrepeñas
El embalse de Entrepeñas es un embalse español situado en la provincia de Guadalajara, comunidad autónoma de Castilla-La Mancha. Se encuentra ubicado en la comarca de la Alcarria Baja y forma parte del cauce del río Tajo. Se encuentra en servicio desde la década de 1950.

## Historia
En 1929 se planteó la construcción de una presa en la zona de Entrepeñas con el fin de regular el caudal del río Tajo, remitiéndose en 1931 una propuesta al Ministerio de Fomento. El proyecto inicial se puso en marcha en 1936, si bien quedó truncado debido al estallido de la Guerra Civil.
En 1941 volvería retomarse el plan original a partir de un proyecto modificado del ingeniero Benito Jiménez Aparicio, iniciándose en 1946 los trabajos de construcción. De cara a las obras previstas, durante el período 1943-1946 se clausuraron al servicio varios tramos del ferrocarril del Tajuña y con posterioridad se levantó la vía.
Entre 1946 y 1952 se desarrollaron las obras principales, las cuales incluían la construcción de la presa y todas sus instalaciones técnicas. Durante ese período el cauce del Tajo fue desviado con carácter temporal. En mayo de 1952 los trabajos fueron visitados por el dictador Francisco Franco y el príncipe Abdul Illah de Irak. Las instalaciones se pusieron en marcha en enero de 1956, fecha en que se completaron los trabajos, aunque el embalse no sería inaugurado oficialmente hasta el 14 de julio de 1958 en un acto que contó con la presencia de numerosas autoridades.

## Características
En sus riberas se sitúan los pueblos de Alocén, Auñón, Durón, Mantiel, Pareja y Sacedón y las urbanizaciones de Las Anclas, Las Brisas, Peñalagos y El Paraíso. Con los embalses de Buendía, Bolarque, Zorita, Almoguera y Estremera forma el denominado Mar de Castilla.
El embalse ocupa una superficie de 3213 hectáreas y su capacidad total es de 835 hm³, teniendo la presa una altura de 87 metros. Junto con el embalse de Buendía, es abastecedor del trasvase Tajo-Segura. Además del río Tajo, recibe aguas procedentes de los ríos Valdetrigo, Barranco Grande, de La Solana y Ompólveda, entre otros. Su presa se sitúa entre los términos municipales de Sacedón y Auñón junto al poblado al que da nombre al embalse.

## Canal de trasvase Entrepeñas-Buendía
Existe un canal de conexión entre el embalse de Entrepeñas y el embalse de Buendía, para trasvasar agua del primero al segundo cuando el primero llega a la cota de 714,19 m s.n.m. y aprovechar mejor así la capacidad de almacenamiento de ambos embalses. Las compuertas del canal se sitúan en el núcleo urbano de Sacedón, sobre la N-320a. El 24 de marzo de 2025, tras las lluvias que supusieron el marzo más lluvioso de la historia, se abrió el trasvase, con un caudal de 40 m³/s, hecho que no se producía desde hacía 27 años. Entonces las compuertas se abrieron el 26 de diciembre de 1997, con un caudal de 32 m³/s y se cerraron el 5 de marzo de 1998, con un caudal de 5 m³/s. El trasvase se ha realizado 8 veces desde 1956, y cada vez a intervalos de tiempo mayores. El 28 de febrero de 1997 la prensa destacaba que este hecho no se producía desde 1979, 18 años atrás.